# Jack Horsley
Jack S. Horsley (Salt Lake City, 25 settembre 1951) è un ex nuotatore statunitense.

## Carriera
Specializzato nel dorso, ha raggiunto, all'apice della carriera, la medaglia di bronzo alle Olimpiadi di Città del Messico 1968.

## Palmarès
- Olimpiadi

Città del Messico 1968: bronzo nei 200m dorso.